# Max-Planck-Institut für Intelligente Systeme
Das Max-Planck-Institut für Intelligente Systeme (MPI-IS) trägt seinen Namen seit dem 18. März 2011 und ist ein Forschungsinstitut in der Trägerschaft der Max-Planck-Gesellschaft. Mit seinen zwei Standorten in Stuttgart und Tübingen verbindet es interdisziplinäre Spitzenforschung im wachsenden Forschungsgebiet der intelligenten Systeme. Intelligente Systeme werden in vielen Lebensbereichen immer wichtiger – als virtuelles System im Internet oder als cyber-physisches System in der realen Welt. Künstliche intelligente Systeme werden zum Beispiel in autonom fahrenden Autos oder bei der Diagnose und Bekämpfung von Krankheiten eingesetzt.

## Geschichte
Das Kaiser-Wilhelm-Institut für Metallforschung wurde 1921 von Emil Heyn in Berlin gegründet. Es zog 1934 nach Stuttgart um. 1935 konnte der Neubau in der Seestraße in Stuttgart-Nord bezogen werden. Die unmittelbarer Nähe zur damals noch Technischen Hochschule Stuttgart war der engen Zusammenarbeit beider Institutionen geschuldet, die bis heute andauert. Bis 1939 kommen eine Reihe von Erweiterungsbauten hinzu. Die Forschungsthemen wurden in der Folge von der NS-Politik bestimmt. Aufgrund der Kategorisierung der Einrichtung als „kriegswichtig“ und der Bombardierungen während des Zweiten Weltkriegs, wurden Teilinstitute von 1943 bis 1945 auf ganz Schwaben verteilt. Das Institutsgebäude in der Seestraße wurde 1944 bei einem Bombenangriff zerstört.
Nach dem Zweiten Weltkrieg beschlagnahmte die französische Militäradministration die Institutseinrichtung und warb Mitarbeiter ab. Die drei Direktoren Werner Köster, Richard Glocker und Georg Grube wurden in Ludwigsburg interniert. Den verbliebenen Mitarbeitern gelang es, im Februar 1946 den Lehrbetrieb wieder aufzunehmen, bis Herbst 1947 das erste Institutsgebäude instand zu setzen und bis Mitte 1949 auch den Anbau fertig zu stellen. Werner Köster konnte seine Aktivitäten in Bezug auf Rüstungsforschung und -produktion als Grundlagenforschung ausgeben  Daher kehrte er nach Entnazifizierung und zweijährigem Berufsverbot im Sommer 1948 als Direktor an das Kaiser-Wilhelm-Institut zurück.
1949 wurde das Kaiser-Wilhelm-Institut in Max-Planck-Institut für Metall-Forschung (MPI-MF) umbenannt und schaffte damit eine Voraussetzung für den Anschluss an die internationale Forschung. Der Forschungsschwerpunkt entwickelte sich hin zur Festkörperphysik. 1958 wurde eine Abteilung für Sondermetalle eingerichtet, wodurch das Institut sich an die Spitze der Kernreaktorforschung in der Bundesrepublik Deutschland setzte.
Im Jahr 1960 wurde als erste Außenstelle das Kernreaktorzentrum in Karlsruhe gegründet. Nach Emeritierung von Werner Köster erhielt das MPI-MF 1965 eine Kollegialverfassung mit nunmehr drei Institutsdirektoren. 1967 wurde in Schwäbisch Gmünd mit der Forschungsstelle für Reinststoffe die zweite Außenstelle gegründet. 1968 erhielt das MPI-MF das erste Hochspannungs-Elektronenmikroskop.
Von 1953 bis 1964 wirkte der Metallphysiker Volkmar Gerold (1922–2023) als wissenschaftlicher Mitarbeiter und ab 1958 als Abteilungsleiter am MPI-MF. Er wurde 1968 ordentlicher Professor für Metallkunde an der Universität Stuttgart. 1968 wurde in Stuttgart-Büsnau das Pulvermetallurgische Laboratorium eingeweiht. Dieser Standort entwickelte sich zum neuen Campus für das Max-Planck-Institut und die Universität Stuttgart. 1975 bezog das Max-Planck-Institut für Festkörperforschung dort einen Neubau.
Zunehmend untersuchte man am MPI-MF nicht metallische, insbesondere keramische Materialien. Gerade im Hinblick auf die „Höchstleistungskeramiken“ haben Forscher am MPI für Metallforschung unter der Führung von Günter Petzow in den 1970er und 1980er Jahren materialwissenschaftliche Pionierarbeit geleistet. Letztere werden unter anderem in der Luft- und Raumfahrt, im Automobilbau, in der Medizintechnik oder etwa als Isolatoren in Computern angewendet.
Nachdem 1990 ein erstes Auswärtiges Wissenschaftliches Mitglied aus den neuen Bundesländern aufgenommen wurde, wurde dieser Kontakt ausgebaut durch die Betreuung einer Max-Planck-Arbeitsgruppe und 1992 durch den Aufbau des Max-Planck-Instituts für Mikrostrukturphysik in Halle an der Saale. Seit 1997 gliedert sich das MPI-MF in acht Abteilungen. 1999 wird in Shenyang (China) eine Partnergruppe und 2001 die International Max Planck Research School gegründet.
Nachdem im 2002 der Umzug nach Büsnau abgeschlossen war, wurde die Forschung neu ausgerichtet: Ab der Jahrtausendwende kam die Bio-inspirierte Materialforschung als Schwerpunkt hinzu. Im Laufe der Jahre hatte sich das Spektrum der Materialforschung so stark erweitert, dass der Name "Metallforschung" zum Schluss vor allem von historischem Wert war. Im März 2011 beschloss der Senat der Max-Planck-Gesellschaft die Umbenennung in Max-Planck-Institut für Intelligente Systeme.
Im Juli 2021 feierte MPI ein Jubiläum unter dem Motto „10 Jahre Max-Planck-Institut für Intelligente Systeme und 100 Jahre Max-Planck-Institut für Metallforschung“.

## Forschung
Die Wissenschaftler am MPI-IS wollen die grundlegenden Prinzipien von Wahrnehmen, Lernen und Handeln in autonomen Systemen verstehen und aus diesem Verständnis heraus künstliche intelligente Systeme entwickeln. Sie erforschen diese Prinzipien in biologischen, hybriden und Computer-Systemen sowie in Materialien. Das Spektrum reicht dabei vom Nano- bis zum Makrobereich. Mit ihrer stark interdisziplinären Herangehensweise kombinieren sie mathematische Modelle, Computer- und Materialwissenschaft sowie Biologie miteinander.

### Abteilungen
- Empirische Inferenz (Direktor: Bernhard Schölkopf), Tübingen
- Haptische Intelligenz (Direktorin: Katherine J. Kuchenbecker), Stuttgart
- Perzeptive Systeme (Direktor: Michael J. Black), Tübingen
- Physische Intelligenz (Direktor: Metin Sitti), Stuttgart
- Robotik-Materialien (Direktor: Christoph Keplinger), Stuttgart
- Soziale Grundlagen der Informatik (Direktor: Moritz Hardt), Tübingen

### Forschungsgruppen
- Autonomes Lernen (Georg Martius), Tübingen
- Bioinspired Autonomous Miniature Robots Group (Wenqi Hu), Stuttgart
- Dynamische Lokomotion (Alexander Badri-Sprowitz), Stuttgart
- Embodied Vision (Jörg Stückler), Tübingen
- Human Aspects of Machine Learning (Samira Samadi), Tübingen
- Learning and Dynamical Systems (Michael Mühlebach), Tübingen
- Neural Capture and Synthesis (Justus Thies), Tübingen
- Organizational Leadership and Diversity (Ksenia Keplinger), Stuttgart
- Physics for Inference and Optimization (Caterina De Bacco), Tübingen
- Rationality Enhancement (Falk Lieder), Tübingen
- Robust Machine Learning (Wieland Brendel), Tübingen

### Max Planck Fellow Gruppen
- Coordinative Intelligence (Thomas Hofmann), Tübingen/ETHZ
- Human-centric Vision & Learning (Otmar Hilliges), Tübingen/ETHZ
- Interactive Learning (Andreas Krause), Tübingen/ETHZ
- Magnetic Resonance Imaging (MRI) (Klaas Prüssmann), Stuttgart/ETHZ

## Förderung von Nachwuchswissenschaftlern
Das Institut fördert den wissenschaftlichen Nachwuchs durch eine interdisziplinäre Ausbildung auf dem Gebiet der intelligenten Systeme und indem es modernste Forschungsmöglichkeiten bietet. Doktoranden aus aller Welt spielen eine Schlüsselrolle in der Forschungstätigkeit des Instituts; sie stellen etwa die Hälfte der Wissenschaftler am MPI-IS.
Zusätzlich zu den individuellen Promotionsstipendien nehmen viele Doktoranden am MPI-IS an einem der Graduiertenprogramme teil, die das Institut mit Partneruniversitäten eingerichtet hat. Das bedeutendste ist die International Max Planck Research School for Intelligent Systems (IMPRS-IS), die das Institut 2017 in Partnerschaft mit der Universität Stuttgart und der Universität Tübingen gegründet hat. Darüber hinaus gibt es Doktorandenprogramme mit ausländischen Universitätspartnern: der ETH Zürich, Schweiz, der University of Cambridge, Großbritannien, und der Carnegie Mellon University in Pittsburgh, USA.

## Initiativen und Netzwerke
Das Max-Planck-Institut für Intelligente Systeme und die ETH Zürich kooperieren auf dem Forschungsgebiet "Lernende Systeme". Zu diesem Zweck haben sie das Max-Planck ETH Center for Learning Systems (CLS) gegründet. Es ist das erste gemeinsame Doktorandenprogramm der ETH Zürich und der Max-Planck-Gesellschaft. Seit der Gründung des Programms im Jahr 2015 wurden 112 Doktoranden und Postdocs als Fellows oder Associated Fellows aufgenommen. CLS zählt derzeit 50 Direktoren, Professoren und Forschungsgruppenleiter zu seinen Mitgliedern oder assoziierten Mitgliedern. Im Juli 2019 haben die Max-Planck-Gesellschaft und die ETH Zürich vereinbart, die Finanzierung des Programms bis 2025 zu verlängern.
Seit Dezember 2016 ist das Max-Planck-Institut für Intelligente Systeme Teil des Forschungsnetzwerks Cyber Valley. Partner sind die Universität Stuttgart, die Universität Tübingen, die Fraunhofer-Gesellschaft, das Land Baden-Württemberg und sieben Industriepartner: Amazon, BMW Group, Daimler AG, IAV GmbH, Porsche AG, Robert Bosch GmbH und ZF Friedrichshafen AG. Cyber Valley wird außerdem von der Christian-Bürkert-Stiftung, der Gips-Schüle-Stiftung, der Vector Stiftung und der Carl-Zeiss-Stiftung unterstützt.
Das 2018 gegründete Europäische Laboratorium für lernende und intelligente Systeme (ELLIS) soll die Rolle Europas in der globalen KI-Forschung stärken, indem es herausragenden Wissenschaftlern auf dem Gebiet des maschinellen Lernens die Möglichkeit bietet, Spitzenforschung zu betreiben. Es bietet auch moderne Aus- und Weiterbildung im Bereich des maschinellen Lernens. Die Zusammenarbeit zwischen Wissenschaftlern und Forschern aus der Industrie schafft einen Nährboden für Unternehmensgründungen und Technologietransfer, der die wirtschaftliche Entwicklung fördert. Die ELLIS-Mitglieder fordern eine deutliche Erhöhung der Investitionen in die Forschungsinfrastruktur im Bereich des maschinellen Lernens und den Aufbau von miteinander vernetzten ELLIS-Standorten in ganz Europa.